# Andrea Mingardi (1992)
Andrea Mingardi è una compilation del cantautore italiano Andrea Mingardi, pubblicata dalla Epic nel 1992.

## Tracce
1. Con un amico vicino (con Alessandro Bono)
2. Datemi della musica
3. Tutti abbiamo una canzone
4. Ti troverò
5. Canterò
6. Caruso
7. Ogni tanto è bello stare soli
8. Quando sarò grande
9. Va bene...cominciamo (Time)

## Formazione
- Andrea Mingardi – voce, cori
- Chicco Gussoni – chitarra acustica, chitarra elettrica
- Michele Lombardo – batteria
- Roberto Costa – tastiera, cori, programmazione, batteria, basso, pianoforte
- Maurizio Tirelli – pianoforte
- Giusi Grimaldi, Iskra Menarini – cori